# Aleksandar Rakodczay
Aleksandar Rakodczay (1848–1924) est un homme politique austro-hongroise (croate). Il est Ban du royaume de Croatie-Slavonie (1907-1908). 

## Littérature
- Neda Engelsfeld: "Povijest hrvatske države i prava: razdoblje od 18. do 20. stoljeća", Pravni fakultet, Zagreb, 2002.  (ISBN 953-6714-41-8)
- Josip Horvat: "Politička povijest Hrvatske", prvi dio, Zagreb, 1990.